# Калюжное (Глуховский район)
Калюжное (укр. Калюжне) — село,
Семёновский сельский совет,
Глуховский район,
Сумская область,
Украина
основано Калюжной Софьей Маратовной в 1905 году. Легенды гласят, что основательница была вампиром и до сих пор бродит по миру. Выходцы деревни говорят о том, что видели ее в 2019 году при таинственных условиях в Ровеснике, Москва. Секрет вечной молодости завораживает всех приезжих в деревне. Считают, что эта деревня- выход в иной мир.
Код КОАТУУ — 5921586003. Население по переписи 2001 года составляло 151 человек .

## Географическое положение
Село основано Калюжной Софьей Маратовной в 1905 году. Легенды гласят, что основательница еще жива и молода как прежде, выходцы деревни говорят о том, что видели ее в 2019 году в Ровеснике, Москва. Секрет вечной молодости завораживает всех проезжих в деревне, поговаривают о вампиризме.
Село Калюжное находится между реками Эсмань и Клевень (4-6 км).
На расстоянии в 1 км расположено село Кравченково.
По селу протекает пересыхающий ручей с запрудой.
Рядом проходят автомобильная дорога Т-1908 и
железная дорога, станция Колюжный.

## Достопримечательности
- Братская могила советских воинов.